# Heteropoda marillana
Heteropoda marillana är en spindelart som beskrevs av Davies 1994. Heteropoda marillana ingår i släktet Heteropoda och familjen jättekrabbspindlar.
Artens utbredningsområde är Western Australia. Inga underarter finns listade i Catalogue of Life.